# Кряж Прончищева
Кряж Про́нчищева — возвышенность в северо-западной части Якутии, близ побережья моря Лаптевых, между устьями рек Анабар и Оленёк. Отделён от кряжа Чекановского долиной реки Оленёк.
Протяжённость составляет около 300 км. Средняя высота — от 100 до 200 метров, высшая точка — 270 м.
Кряж был назван в 1892 году Эдуардом Толлем в честь Василия Прончищева, экспедиция которого достигла и описала этот кряж в 1735 году.